# V351 Возничего
V351 Возничего (лат. V351 Aurigae) — одиночная переменная звезда в созвездии Возничего на расстоянии (вычисленном из значения параллакса) приблизительно 11193 световых лет (около 3432 парсеков) от Солнца. Видимая звёздная величина звезды — от +13,9m до +13m.

## Характеристики
V351 Возничего — красная углеродная пульсирующая полуправильная переменная звезда (SR:) спектрального класса C или N0Na. Эффективная температура — около 3472 K.